# Par i kungar
Par i kungar (Pair of Kings) är en amerikansk humor-TV-serie från 2010 som sänts på Disney XD och Disney Channel. 
Par i kungar handlar om de två tvillingbröderna Boomer och Brady (notera att Boomer är mörkhyad och Brady är ljushyad), som åker från sitt vanliga liv i Chicago, USA och blir kungar på ön Kinkow. På ön träffar de sin kusin Lanny som är prins av Kinkow. Han är en ondskefull liten pojke med en ondskefull talande fisk som husdjur. Fisken heter Yamakoshi och det är han som kommer på alla idéer om hur Lanny ska förgöra Kungarna för att själv bli kung, men Lanny misslyckas gång på gång. 
Mason är både kungarnas livvakt och rådgivare. Men Kungarna är barnsliga så han har blivit deras barnvakt. Mason har en dotter som heter Mikayla. Brady är jättekär i Mikayla, men Mikayla verkar inte vilja visa hur hon känner för Brady (gillar lite) Kungarna är då de mest knäppa kungar som Kinkow någonsin haft. I säsong 3 lämnar Brady ön för att Mikayla har sagt att hon aldrig vill dejta Brady så länga han är kung över Kinkow och så visar det sig att Kung Boz av Mindu är Brady och Boomers avlägsna trilling som försvann i en storm för över 17 år sedan. I avsnittet O Lanada så får Lanny en helt egen ö att vara kung över.

## Kungar
- Mitchel Musso - Kung Brady (säsong 1-2 kung av Kinkow, säsong 3 extrakung av Kinkow)
- Doc Shaw - Kung Boomer (kung av Kinkow)
- Adam Hicks - Kung Boz (säsong 3 kung av Kinkow)
- Ryan Ochoa - Prins/kung Lanny (prins av Kinkow, säsong 3 kung av Lanada)

## Övriga
- Kelsey Chow - Mikayla Makoola
- Geno Segers - Mason Makoola